# Dirk van Krevelen
Dirk Willem van Krevelen (1914-2001) was een Nederlandse scheikundige die een aantal methoden en technieken heeft ontworpen die in de chemie worden toegepast.

## Levensloop
Van Krevelen studeerde scheikunde te Leiden in de jaren 30. Hij promoveerde aan de TH in Delft bij Hein Israël Waterman in 1939. Een jaar later werd hij director of research bij de Staatsmijnen (nu DSM). In 1959 stapte hij over naar de Algemene Kunstzijde Unie, waar hij elf jaar lang hoofd Research en Ontwikkeling was, en als zodanig ook lid van de hoofddirectie. Vanaf 1952 was hij bovendien deeltijdhoogleraar in de chemische technologie in Delft; 22 maal fungeerde hij als promotor.
Hij schreef drie standaardwerken: Coal Science. Aspects of coal constitution (samen met J. Schuyer, 1957), Coal. Typology, chemistry, physics, constitution (1961, voor het laatst herdrukt in 1993) en Properties of Polymers. Correlations with chemical structure (1972, voor het laatst herdrukt in 1997). Van Krevelen was van 1963 tot 1982 vicevoorzitter van het Hoogewerff-Fonds en sinds 1991 erelid van de KNCV.
Op het Chemelot-terrein te Geleen is een straat naar hem vernoemd.

## Naar Van Krevelen genoemde technieken
In de chemische wetenschap is het Van Krevelendiagram, ook wel Van Krevelen-Hoftijzerdiagram, de naam van een schema voor chemische gasabsorptie. In de aardwetenschappen wordt met Van Krevelen gerefereerd aan het standaardwerk Coal over de samenstelling van kolen en hun voorkomen. In de fysische chemie wordt met de Van Krevelenmethode een schattingsmethode in de koolwaterstoffenchemie bedoeld, ofwel het Van Krevelen-Chermin System for Estimation of the Free Energy of Formation of Organic Compounds; het is een manier om van onbekende verbindingen de essentiële thermodynamische grootheden vanuit de structuurformule te schatten, zonder experimenten te hoeven verrichten.
In de aromatenchemie wordt met het Mars-Van Krevelenmechanisme een redoxmechanisme aangeduid dat de wijze van katalysator-ondersteunde oxidatie van aromaten beschrijft. En in de polymeerchemie wordt ten slotte met de Van Krevelenmethode een beschrijvingsmethode voor gepolymeriseerde koolwaterstoffen aangeduid waarin uit de structuur van een polymeer zijn fysische eigenschappen kunnen worden ingeschat.
- Bibliothèque nationale de France: cb12278554g (data)
- Gemeinsame Normdatei: 136511147
- International Standard Name Identifier: 0000 0004 1623 4856
- Library of Congress Control Number: n81058676
- Nationale Bibliotheek van Letland: 000165746
- Mathematics Genealogy Project: 143767
- Nationale Bibliotheek van Tsjechië: jn19981001684
- Nationale Bibliotheek van Israël: 987007457054505171
- Nederlandse Thesaurus van Auteursnamen: 06837254X
- Système universitaire de documentation: 03160269X
- Virtual International Authority File: 162031153
- WorldCat: E39PBJtGXwQ6p4c9rJrCpF9JjC